# Entrenador del Año de la Premier League

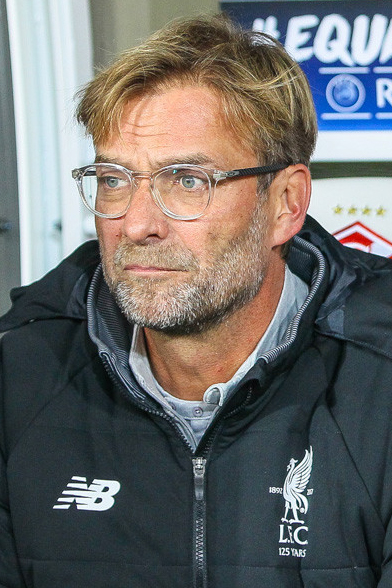
Jürgen Klopp, elegido Entrenador del Año de la Premier League en las temporadas 2019-20 y 2021-2022.

El Entrenador del Año de la Premier League ("Premier League Manager of the Season") es un galardón anual del fútbol inglés otorgado desde 1994, que reconoce al mejor entrenador de la temporada en la Premier League.
El ganador es elegido por un jurado formado por expertos y un delegado del patrocinador de la Premier League.

## Ganadores
| Temporada | Entrenador      | Nacionalidad | Club              | Ref    |
| --------- | --------------- | ------------ | ----------------- | ------ |
| 1993–94   | Alex Ferguson   | Escocia      | Manchester United | [ 2 ]  |
| 1994–95   | Kenny Dalglish  | Escocia      | Blackburn Rovers  | [ 3 ]  |
| 1995–96   | Alex Ferguson   | Escocia      | Manchester United | [ 2 ]  |
| 1996–97   | Alex Ferguson   | Escocia      | Manchester United | [ 2 ]  |
| 1997–98   | Arsène Wenger   | Francia      | Arsenal           | [ 4 ]  |
| 1998–99   | Alex Ferguson   | Escocia      | Manchester United | [ 2 ]  |
| 1999–00   | Alex Ferguson   | Escocia      | Manchester United | [ 2 ]  |
| 2000–01   | George Burley   | Escocia      | Ipswich Town      | [ 5 ]  |
| 2001–02   | Arsène Wenger   | Francia      | Arsenal           | [ 4 ]  |
| 2002–03   | Alex Ferguson   | Escocia      | Manchester United | [ 2 ]  |
| 2003–04   | Arsène Wenger   | Francia      | Arsenal           | [ 4 ]  |
| 2004–05   | José Mourinho   | Portugal     | Chelsea           | [ 6 ]  |
| 2005–06   | José Mourinho   | Portugal     | Chelsea           | [ 6 ]  |
| 2006–07   | Alex Ferguson   | Escocia      | Manchester United | [ 2 ]  |
| 2007–08   | Alex Ferguson   | Escocia      | Manchester United | [ 2 ]  |
| 2008–09   | Alex Ferguson   | Escocia      | Manchester United | [ 2 ]  |
| 2009–10   | Harry Redknapp  | Inglaterra   | Tottenham Hotspur | [ 7 ]  |
| 2010–11   | Alex Ferguson   | Escocia      | Manchester United | [ 2 ]  |
| 2011–12   | Alan Pardew     | Inglaterra   | Newcastle United  | [ 8 ]  |
| 2012–13   | Alex Ferguson   | Escocia      | Manchester United | [ 2 ]  |
| 2013–14   | Tony Pulis      | Gales        | Crystal Palace    | [ 9 ]  |
| 2014–15   | José Mourinho   | Portugal     | Chelsea           | [ 10 ] |
| 2015–16   | Claudio Ranieri | Italia       | Leicester         | [ 11 ] |
| 2016–17   | Antonio Conte   | Italia       | Chelsea           | [ 12 ] |
| 2017–18   | Pep Guardiola   | España       | Manchester City   |        |
| 2018–19   | Pep Guardiola   | España       | Manchester City   |        |
| 2019–20   | Jürgen Klopp    | Alemania     | Liverpool         |        |
| 2020–21   | Pep Guardiola   | España       | Manchester City   |        |
| 2021–22   | Jürgen Klopp    | Alemania     | Liverpool         |        |
| 2022–23   | Pep Guardiola   | España       | Manchester City   |        |
| 2023–24   | Pep Guardiola   | España       | Manchester City   |        |

## Ganadores por nacionalidad
| País       | Ganadores |
| ---------- | --------- |
| Escocia    | 13        |
| España     | 5         |
| Francia    | 3         |
| Portugal   | 3         |
| Alemania   | 2         |
| Inglaterra | 2         |
| Italia     | 2         |
| Gales      | 1         |

## Ganadores por club
| Club              | Ganadores |
| ----------------- | --------- |
| Manchester United | 11        |
| Manchester City   | 5         |
| Chelsea           | 4         |
| Arsenal           | 3         |
| Liverpool         | 2         |
| Blackburn Rovers  | 1         |
| Crystal Palace    | 1         |
| Ipswich Town      | 1         |
| Leicester City    | 1         |
| Newcastle United  | 1         |
| Tottenham Hotspur | 1         |